# 吕凡
吕凡（1956年11月—），中华人民共和国政治人物、外交官。
2009年，接替刘玉琴，担任中华人民共和国驻智利大使。
2014年，接替朱邦造出任驻西班牙兼驻安道尔大使。